# Гравці (телесеріал, 2015)
«Гравці» (англ. Ballers) — американський комедійний телесеріал, створений Стівеном Левінсоном з Двейном Джонсоном у головній ролі. Прем'єра відбулась 21 червня 2015 року на каналі HBO. Пілотний епізод був написаний Стівеном Левінсоном та знятий Пітером Бергом. 10 липня 2015 року серіал був продовжений на другий сезон.

## У ролях
- Двейн Джонсон — Спенсер Стресмор[3]
- Джон Девід Вашингтон — Рікі Джеретт
- Донован Картер — Вернон Літтлфілд
- Трой Геріті — Джейсон Антолотті
- Омар Бенсон Міллер — Чарльз Грін
- Роб Кордрі — Джо Крутел
- Лондон Браун — Реджі
- Арієль Кеббел — Трейсі Легетт
- Мейсон Гудінг — Паркер Джонс

## Сприйняття

### Перший сезон
Перший сезон «Гравців» отримав позитивні відгуки від критиків. На вебсайті Rotten Tomatoes фільм має 80 % рейтинг, заснований на 45 рецензіях критиків, а його середній бал становить 6,7/10. На Metacritic фільм отримав 65 балів зі 100, які засновані на 30 рецензіях, що означає «загальне схвалення».